# Eublemma pura
Pour les articles homonymes, voir Eublemma et Pura.
Anthophile chaulée
Espèce
Eublemma pura, l’Anthophile chaulée, est une espèce de papillons de nuit, de la famille des Erebidae.

## Description
Ce papillon, d'une envergure de 13–22 mm, a l'aile antérieure blanche traversée par une ligne médiane beige ochracé. La marge de l'aile est de la même couleur que la ligne médiane, on note également la présence de deux petits points noirs.

## Biologie
Vole en deux ou trois générations d'avril à novembre. C'est une espèce au statut assez localisé.

## Distribution
Maroc, péninsule ibérique et France méditerranéenne.